# Descendants: The Rise of Red
Descendants: The Rise of Red (prt: Os Descendentes: Coração Rebelde; bra: Descendentes: A Ascensão de Copas), também conhecido como Descendants 4, é um filme de fantasia musical dirigido por Jennifer Phang e escrito por Dan Frey e Ru Sommer. Produzido pelo Disney Channel, trata-se do quarto filme da franquia Descendants, sendo um spin-off dos três primeiros filmes e uma continuação direta de Descendants: The Royal Wedding. O filme foi lançado a 12 de julho de 2024 no Disney+. Também estreou a 9 de agosto de 2024 no Disney Channel dos Estados Unidos e a 28 de setembro de 2024 no Disney Channel de Portugal.
O filme é protagonizado por Kylie Cantrall e Malia Baker, que interpretam, respectivamente, Red (filha da Rainha de Copas de Alice no País nas Maravilhas) e Chloe Charming (filha da Cinderela e do Príncipe Encantado de Cinderela). China Anne McClain e Melanie Paxson reinterpretam as suas personagens Uma e Fada Madrinha, respectivamente, dos filmes anteriores de Descendants. A Cinderela e o Príncipe Encantado são interpretados por Brandy e Paolo Montalban, que no passado deram vida às versões dos seus personagens em 1997 na adaptação televisiva de Cinderella. Rita Ora, Ruby Rose Turner, Morgan Dudley, Dara Reneé, Peder Lindell e Joshua Colley também fazem parte do elenco principal do filme.

## Sinopse
Uma, agora diretora da Preparatória de Auradon, envia um convite para estudar na sua escola outro VK – Red, a inteligente e rebelde filha adolescente da Rainha de Copas do País das Maravilhas. A Rainha de Copas guarda rancor há muito tempo contra Auradon, especialmente Cinderela, e aproveita a oportunidade para se vingar quando ela deixa a sua filha na escola. Quando a Rainha de Copas incita um golpe iminente contra Auradon, Red tem de unir forças com Chloe, a perfeccionista e atlética filha de Cinderela, para viajar no tempo através do relógio de bolso criado por Maddox, o filho do Chapeleiro Louco/Maluco, e desfazer o evento traumático que fez a mãe de Red escolher o caminho da vilania.

## Elenco
- Kylie Cantrall como Red de Copas, filha da Rainha de Copas
- Malia Baker como Chloe Encantada, filha de Cinderela e Príncipe Encantado
- Dara Reneé como Uliana, a irmã mais nova de Úrsula e tia de Uma
- Rita Ora como Rainha de Copas, a tirânica e malvada governante do País das Maravilhas e a mãe de Red
  - Ruby Rose Turner como Bridget, que eventualmente se tornou na Rainha de Copas
- Brandy como Cinderela, mãe de Chloe
  - Morgan Dudley como Ella, a jovem Cinderela
- Joshua Colley como jovem Gancho
- Peder Lindell como Morgie, filho da Fada Morgana
- China Anne McClain como Uma, filha de Úrsula
- Melanie Paxson como Fada Madrinha, a sábia e gentil fada madrinha da Cinderela
  - Grace Narducci como Fay, a jovem Fada Madrinha
- Paolo Montalban como Rei Encantado, pai da Chloe
  - Tristan Padil como Príncipe Encantado, o futuro rei de Cinderellasburgo
- Julee Cerda como Madrasta Malvada, a versão jovem da Lady Tremaine que maltrata a sua afilhada Ella
- Levin Valayil como Aladdin
  - Kabir Bery como jovem Aladdin, que é inseparável da sua namorada Jasmine
- Shazia Pascal como Jasmine
  - Aiza Azaar como jovem Jasmine, inseparável do seu namorado Aladdin
- Jeremy Swift como Merlim, o diretor da Academia Merlim
- Leonardo Nam como Maddox Chapeleiro, o filho do Chapeleiro Louco/Maluco, tutor de Red e seu amigo
- Alex Boniello como Valente de Ouros/Jack de Ouros, capitão do Exército Vermelho da Rainha de Copas[9]
- Sam Morelos como Meadow, uma das estudantes da Academia Merlim[10]
- Mars como jovem Maléfica/Malévola
- Anthony Pyatt como jovem Hades

Dove Cameron, Mitchell Hope, Sofia Carson, Booboo Stewart e Cameron Boyce também fazem uma aparição a partir de fotografias emolduradas retiradas dos filmes anteriores como Mal, Ben, Evie, Jay e Carlos, respetivamente.

## Produção
A 18 de agosto de 2021, após o lançamento do especial animado Descendants: The Royal Wedding, Lauren Kisilevsky, vice-presidente sénior de filmes originais da Disney Branded Television, respondeu a perguntas sobre o suspense deixado no fim do especial e disse que essa cena, que induz ao País das Maravilhas foi colocado devido ao facto dos filmes de Descendants sempre terminarem com indícios de que a história iria continuar, dizendo também disse que "o Disney Channel verá onde chegará com a franquia".
A 21 de setembro de 2021, um quarto filme de Descendants em fase de desenvovimento foi confirmado como parte de um acordo geral entre a Disney e a ex-empresa de produção do ex-presidente da Disney Branded Television, Gary Marsh. Em maio de 2022, o filme foi aprovado pela Disney+ como um spin-off com o título provisório de The Pocketwatch (O Relógio de Bolso, em tradução livre). Jennifer Phang foi contratada como diretora e produtora executiva, com Dan Frey e Russell Sommer encarregues de escrever o guião e a produção executiva de Marsh.
A 21 de março de 2023, foi anunciado o título oficial do filme como Descendants: The Rise of Red.

### Filmagens
As gravações para Descendants: The Rise of Red começaram no início de 2023 sob o título provisório The Pocketwatch. Mark Hofeling regressou da trilogia original como designer de produção. Phang disse que pretende que as coreografias durante as sequências de ação ainda sejam capazes de contar uma história emotiva. Para o design do País das Maravilhas, Phang inspirou-se em Alice no País das Maravilhas (1951) e também deu uso à sua experiência anterior como cineasta. As filmagens decorreram em Atlanta no final de janeiro de 2023, com planos de durarem até meados de março.

### Escolha do elenco
O elenco anunciado em 2022 na D23 Expo inclui China Anne McClain, que regressa para o papel de Uma, com Kylie Cantrall (como Red) e Dara Reneé (como Uliana) a juntarem-se ao elenco do filme. Em novembro de 2022, um anúncio do elenco revelou que Brandy Norwood iria regressar como Cinderela depois de ter feito a personagem no filme de 1997 Cinderella, e também o regresso de Melanie Paxson como a Fada Madrinha da franquia. Novos membros do elenco para a franquia foram anunciados, entre os quais, Rita Ora como a Rainha de Copas, e também Malia Baker, Ruby Rose Turner, Morgan Dudley e Joshua Colley. Em fevereiro de 2023, depois das filmagens terem começado, Jeremy Swift e Leonardo Nam foram anunciados como parte do elenco adicional. Em março de 2023, foi anunciado que Paolo Montalban foi escolhido como Rei Encantado, que assim como Norwood, interpretou a versão do personagem no filme de 1997 Cinderella. Foi também anunciado em março de 2023 que Alex Boniello estaria no elenco como Jack of Diamonds (Valente de Ouros em português de Portugal e Jack de Ouros em português do Brasil).

### Efeitos visuais
De acordo com Phang, os efeitos visuais vão ser usados para "aprimorar" os locais presentes no filme.

## Banda sonora
Descendants: The Rise of Red (Original Soundtrack) é a banda sonora oficial do filme, acompanhada de 7 músicas originais e também outras dos filmes da Disney, que foi lançada a 12 de julho de 2024, de forma a coincidir com a estreia do filme. O primeiro single "What's My Name (Red Version)" foi lançado a 26 de abril de 2024, juntamente com a pré-compra da banda sonora. O segundo single "Red" foi lançado a 21 de junho de 2024.
"Red Christmas", uma música especial de Natal, foi lançada a 13 de setembro de 2024, separada da banda sonora.
Remixes de Halloween de "Red", "Love Ain't It", "Fight of Our Lives" e "Perfect Revenge" foram lançados no Descendants: The Rise of Red - Halloween EP a 27 de setembro de 2024. Nesse mesmo dia, a versão karaokê da banda sonora foi lançada.
| N.º | Título                                     | Artista(s)                                               | Duração |  |
| 1.  | "Red"                                      | Kylie Cantrall e Alex Boniello                           | 3:09    |  |
| 2.  | "So This Is Love"                          | Brandy e Paolo Montalban                                 | 1:13    |  |
| 3.  | "Love Ain't It"                            | Rita Ora, Kylie Cantrall, Brandy e Malia Baker           | 4:23    |  |
| 4.  | "What's My Name (Red Version)"             | China Anne McClain e Kylie Cantrall                      | 2:27    |  |
| 5.  | "Fight of Our Lives"                       | Kylie Cantrall e Malia Baker                             | 3:13    |  |
| 6.  | "Life is Sweeter"                          | Elenco de Descendants: The Rise of Red                   | 3:39    |  |
| 7.  | "Perfect Revenge"                          | Dara Reneé, Anthony Pyatt, Joshua Colley e Peder Lindell | 3:14    |  |
| 8.  | "Shuffle of Love"                          | Ruby Rose Turner                                         | 2:45    |  |
| 9.  | "Get Your Hands Dirty"                     | Malia Baker e Morgan Dudley                              | 2:41    |  |
| 10. | "Life is Sweeter (Reprise)"                | Rita Ora e Kylie Cantral                                 | 0:48    |  |
| 11. | "Life is Sweeter (Remix)"                  | Elenco de Descendants: The Rise of Red                   | 0:59    |  |
| 12. | "Bad Reputation"                           | Kylie Cantrall                                           | 2:10    |  |
| 13. | "Descendants: The Rise of Red Score Suite" | Torin Borrowdale                                         | 5:22    |  |